# Olapa terina
Olapa terina är en fjärilsart som beskrevs av Collenette 1959. Olapa terina ingår i släktet Olapa och familjen tofsspinnare. Inga underarter finns listade i Catalogue of Life.